# Torres Vedras (vino)
Torres Vedras es una denominación de origen controlada (DOC) portuguesa para vinos producidos en la región demarcada de Torres Vedras, situada en el centro oeste del país.
Los vinos de Torres Vedras pueden ser blancos o tintos. La región demarcada para la producción de vinos tintos y blancos comprende varias freguesias del municipio de Torres Vedras, mientras que para la producción exclusiva de vinos la región demarcada abarca además parte de los municipios de Mafra y Sobral de Monte Agraço.

## Variedades de uva
- Tintas: Aragonez (Tinta Roriz), Castelão (Periquita), Tinta Miúda, y Touriga Nacional,.
- Blancas: Arinto (Pedernã), Fernão Pires (Maria Gomes), Rabo de Ovelha, Seara Nova y Vital.